# Виј (филм из 1909)
Виј (рус. Вий) је руски црно-бели неми краткометражни филм из 1909. године. Сматра се првим руским хорор филмом у историји. Редитељ и сценариста филма је Василиј Гончаров, а продуцент Александар Ханжонков. Главне улоге тумаче И. Лангфелд, А. Платонов и В. Далскаја. Ово је прва филмска адаптација приповетке „Виј” руског књижевника Николаја Гогоља.
Премијера филма била је 27. септембра 1909. године. Филм се данас сматра изгубљеним.
Према истраживачу руских предреволуционарних филмова, Венијамину Вишњевском, Гончаров је паралелно са Вијом снимао још један хорор филм, У поноћ на гробљу, који је објављен у зиму 1910. године.

## Радња
С обзиром на то да је филм изгубљен, радња није у потпуности позната, али је познато да је сцанрио био адаптиран према приповеци „Виј”. У њој, тројица младих студената православне богословије у Кијеву једне ноћи завршавају на имању старице, за коју се испоставља да је, заправо, млада и лепа жена која се уз помоћ Ђавола бави чаролијама.

## Улоге
- И. Лангфелд
- А. Платонов
- В. Далскаја